# Bessenay
Bessenay település Franciaországban, Rhône megyében. Lakosainak száma 2351 fő (2022. január 1.). Bessenay Bibost, Savigny, Saint-Julien-sur-Bibost, Brullioles, Brussieu, Chevinay és Courzieu községekkel határos.

## Népesség
A település népességének változása:
| Lakosok száma | 2253 | 2256 | 2355 | 2293 | 2317 | 2340 | 2346 | 2348 | 2351 |
|               | 2013 | 2015 | 2016 | 2017 | 2018 | 2019 | 2020 | 2021 | 2022 |